# Riboflavina
La riboflavina (E101), també coneguda com a vitamina B2 o lactoflavina, és una vitamina hidrosoluble de color groc. Està constituïda per isoaloxazina dimetilada (3 anells), a la qual s'hi uneix el ribitol, un alcohol derivat de la ribosa (de cinc carbonis).
És un micronutrient de fàcil absorció que té un paper clau en el manteniment de la salut, tant en humans com en animals. És el component central de cofactors com el FAD (flavín adenín dinucleòtid) o el FMN (flavín mononucleòtid) i, per tant, també és imprescindible en totes les flavoproteïnes. A més, la vitamina B2 està implicada en una gran varietat de processos cel·lulars. Com la resta de vitamines B, té un paper fonamental en el metabolisme energètic i està involucrada en el metabolisme dels lípids, dels cossos cetònics, dels glúcids i les proteïnes.
Alguns aliments com la llet, el formatge, alguns vegetals, el fetge, el ronyó, algun tipus de llegum com la soja,
els llevats, bolets i les avellanes
són fonts importants de vitamina B2. Amb la presència de la llum solar, aquests aliments poden perdre part de la riboflavina que contenen.

## Descobriment
Inicialment es pensava que la vitamina B tenia dos components: la vitamina B1, susceptible a canvis amb la temperatura, i la vitamina B2, molt més estable amb la temperatura. Durant els anys 20 es pensava que la vitamina B2 era el factor imprescindible per tal d'evitar emmalaltir de pel·lagra. El 1923, Paul Gyorgi estava investigant el dany de la clara d'ou en rates a Heidelberg i va posar el nom de vitamina H al factor curatiu de l'afecció. Com que tant la pel·lagra com el dèficit de vitamina H estaven associats a la dermatitis, Gyorgi decidí estudiar l'efecte de la vitamina B2 davant un dèficit de vitamina H en rates. Va unir-se al servei de Wagner-Jauregg al laboratori de Kuhan. El 1933, Kuhn, Gyorgy i Wagner van descobrir que els extractes de tiamina lliure del llevat, del fetge o de l'arròs prevenien la falta de creixement en rates alimentades amb una dieta complementada amb tiamina. A més, van poder observar que una substància d'un groc verd fluorescent en els extractes afavoria el creixement de les rates i que, a més, la intensitat de fluorescència era proporcional a l'efecte en el creixement. Aquestes observacions els portaren a l'elaboració d'un producte químic i d'un bioassaig per tal d'aïllar el factor de la clara d'ou el 1933, que van anomenar ovoflavina. Aquest mateix grup d'investigació aconseguí aïllar les mateixes substàncies (un compost que afavoria el creixement i que contenia una substància de color groc verd fluorescent) a partir del sèrum de la llet i amb el mateix procediment (lactoflavina). El 1934 aquest grup d'investigació del laboratori de Kuhan va poder identificar l'estructura de les flavines i va sintetitzar vitamina B2.

## Toxicitat
La riboflavina no és tòxica si s'ingereix per via oral, ja que la seva baixa solubilitat provoca que no es pugui absorbir a l'intestí en quantitats que podrien ser perilloses. Tot i que se'n poden injectar dosis que podrien arribar a ser tòxiques, l'excés de riboflavina per l'alimentació s'excreta amb l'orina, i dona un color groc intens quan hi és present en grans quantitats. No s'ha pogut provar la toxicitat de la riboflavina deguda a un excés en la ingesta en humans. Fins i tot es feu un estudi en què se subministraven 400 mg de riboflavina al dia en un conjunt d'individus durant tres mesos per tal d'investigar la seva eficàcia en la prevenció de la migranya i no s'hi detectà cap efecte secundari a curt termini.

## Síntesi industrial
S'han desenvolupat diferents tipus de processos biotecnològics per tal de sintetitzar la riboflavina en quantitats industrials utilitzant diferents classes de microorganismes. Entre aquests podem destacar algunes espècies de fongs filamentosos com l'Ashbya gossypii, la Candida famata o la Candida flaveri; també podem parlar de dues espècies bacterianes que són el Corynebacterium ammoniagenes i el Bacillus subtilis.
Aquest últim bacteri s'ha modificat genèticament per tal d'incrementar la producció de riboflavina. També se li ha introduït un marcador de resistència als antibiòtics (ampicil·lina). Actualment s'utilitza amb molt d'èxit comercial per tal de produir riboflavina amb finalitats alimentàries i nutricionals. La companyia química BASF ha instal·lat una planta a Corea del Sud, especialitzada en la producció de riboflavina utilitzant Ashbya gossypii. La concentració de riboflavina obtinguda és molt elevada en les soques modificades. Això provoca que el miceli tingui un color vermell marronós i que s'acumulin cristalls de riboflavina als vacúols dels microorganismes, cosa pot arribar a provocar un trencament del miceli.

## Alimentació

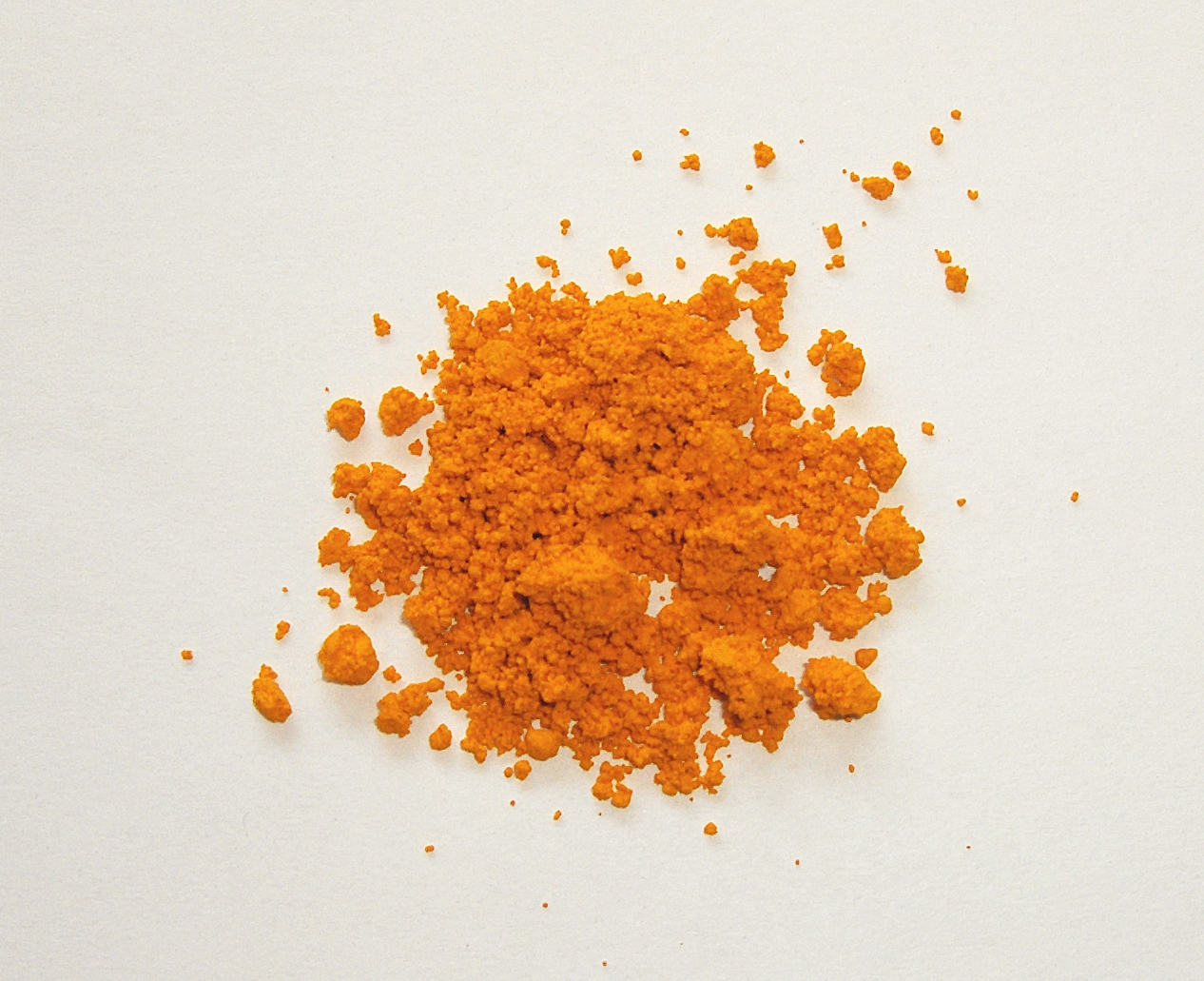
Riboflavina en pols

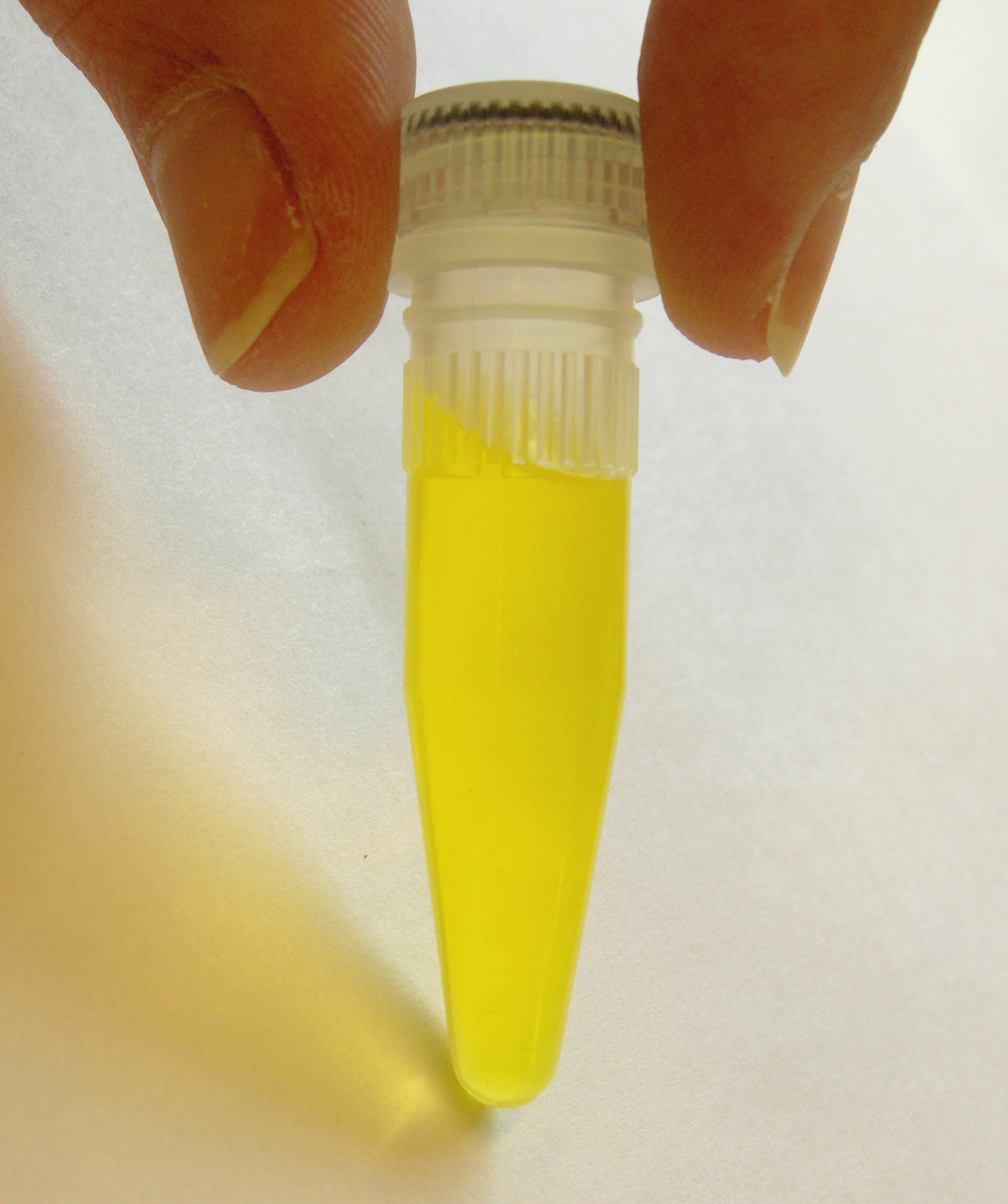
Dissolució de riboflavina

La riboflavina té un color groc o groc ataronjat. És utilitzada com a colorant alimentari i també com a potenciador nutricional d'alguns aliments. La podem trobar en aliments per a nadons, en els cereals de l'esmorzar, en pastes, salses, formatges, sucs de fruita, en productes làctics enriquits amb vitamines i, fins i tot, en algunes begudes energètiques. Pel que fa a les fonts de vitamina B2, els aliments que contenen llevat són especialment rics en vitamina B2. El fetge i el ronyó també són rics en riboflavina. El blat, els ous, la carn i el formatge també són fonts importants de vitamina B2 en aquelles dietes que contenen aquests aliments. Els cereals són aliments prou pobres en flavines però són fonts importants de vitamina B2 en aquelles part del món on la dieta és a base de cereals. Els cereals poden perdre fins a un 60% de la vitamina B que contenen en moldre'ls. Això fa que en alguns països com Estats Units s'enriqueixi la farina afegint-hi la vitamina. L'enriquiment del pa i dels cereals de l'esmorzar fa que aquests aliments contribueixin significativament al subministrament diari de vitamina B2. L'arròs blanc no se sol enriquir, ja que el color groc característic de la vitamina en modifica el color original, cosa que pot provocar un rebuig per part de les principals poblacions de consum. Així i tot, s'ha de tenir en compte que la major part de flavines que conté l'arròs sencer es mantenen si l'arròs es bull abans de moldre'l. Això provoca que les flavines que es troben a les capes germinals i a l'aleurona vagin cap a l'endosperma. La riboflavina lliure és present en els aliments de manera natural, juntament amb el FMN i el FAD. La llet de vaca conté principalment riboflavina lliure i, en menys quantitat, FMN i FAD. En la llet sencera, el 14% de les flavines estan unides de manera no covalent a proteïnes específiques. La clara i el rovell de l'ou contenen proteïnes especialitzades en la unió a la riboflavina, que són imprescindibles per a emmagatzemar la riboflavina lliure, necessària per al desenvolupament embrionari.
És prou difícil incorporar riboflavina en productes líquids, ja que és molt poc soluble en aigua. Així i tot, hi ha la riboflavina-5'-fosfat (E101a), que és més cara però molt més soluble. La riboflavina se sol mantenir estable en els processos en què intervé la calor, com en la cuina habitual, sempre que s'eviti l'exposició de la vitamina a la llum. Les condicions alcalines en què la riboflavina és inestable no solen ser habituals en la pràctica culinària. La degradació de la riboflavina de la llet pot produir-se a poc a poc i en la foscor mentre la llet es troba a la nevera.

## Quantitat diària recomanada (QDR)
L'última recomanació QDR (1998) per a la vitamina B2 és prou semblant a QDR de l'any 1989. Per a adults, es proposa un mínim d'ingestió d'1,2 mg per aquelles persones que necessiten una dieta superior a 2.000 kcal diàries. Actualment la QDR de riboflavina per a homes adults és d'1,3 mg al dia, i per a dones adultes és d'1,1 mg/dia. De mitjana, s'estima que els homes adults necessiten ingerir una quantitat d'1,1 mg diaris de vitamina B2, mentre que les dones es calcula que la quantitat requerida ha d'estar al voltant de 0,9 mg. Les quantitats recomanades d'ingestió diària de riboflavina augmenten durant l'embaràs i la lactància fins a uns valors d'1,4 mg i 1,6 mg, respectivament. En nadons la QDR es troba entre 0,3 i 0,4 mg per dia i en nens té un valor de 0,6-0,9 mg/dia.

### Dèficit de riboflavina
En individus sans, la riboflavina s'excreta contínuament per l'orina, així que, si la ingestió diària és insuficient, és prou comú que aparegui un dèficit de vitamina B2. Això no obstant, s'ha de tenir en compte que el dèficit de riboflavina va sempre acompanyat del dèficit d'altres vitamines.
El dèficit de riboflavina pot ser primari o secundari. El primari n'és degut a una dieta pobra en vitamines; en canvi, el secundari pot ser causat per factors que afecten l'absorció a nivell de l'intestí, pel fet que el cos no sigui capaç d'utilitzar la vitamina o per un augment en l'eliminació de la vitamina del cos.
En l'ésser humà, una manca de riboflavina (ariboflavinosi) es caracteritza per símptomes com uns llavis vermells i tallats, una inflamació de la boca i la llengua, nafres bucals, ferides a les comissures de la boca (quilitis angular) i mal de coll. Un dèficit de riboflavina també pot causar sequedat i descamació de la pell, una aparença més líquida de les membranes mucoses i anèmia per falta de ferro. Els ulls també poden mostrar-se injectats de sang i envermellits, plorosos i molt sensibles a la llum intensa. El dèficit de riboflavina sol associar-se a la síndrome oral-ocular-genital, la qual mostra uns símptomes com la quilitis angular, la fotofòbia o la dermatitis a l'escrot.
En els animals, un dèficit de riboflavina pot provocar un retard o manca de creixement i pot acabar amb la mort. Experimentalment, s'ha comprovat que una deficiència de riboflavina en gossos pot causar una falta de creixement, debilitat, atàxia i incapacitat per posar-se dret. Els animals arriben al col·lapse, llavors a l'estat de coma i, finalment, moren. Amb la deficiència sol aparèixer dermatitis i pèrdua del pèl. Altres símptomes habituals són l'opacitat de la còrnia, cataractes lenticulars, hemorràgies a les glàndules suprarenals, regeneració del fetge i del ronyó amb teixit adipós i inflamació de la mucosa del tracte gastrointestinal. Uns estudis post mortem en micos Rhesus, alimentats a base d'una dieta pobra en riboflavina, demostraren que al fetge hi havia un terç de la quantitat normal de riboflavina. S'ha de tenir en compte que aquest òrgan és el principal lloc d'emmagatzematge de riboflavina en els mamífers. Aquests signes clínics propis del dèficit de riboflavina són molt poc habituals entre els habitants dels estats desenvolupats. Així i tot, s'ha de tenir en compte que uns 28 milions d'americans es troben en una etapa subclínica comuna caracteritzada per un canvi en els índexs bioquímics (per exemple, uns nivells reduïts en el plasma de la glutatió reductasa de l'eritròcit). Tot i que els efectes a llarg termini de la deficiència subclínica de riboflavina són desconeguts, en nens aquesta deficiència pot acabar en una reducció del creixement. La deficiència subclínica de riboflavina s'ha pogut observar sobretot en dones que prenen anticonceptius orals, en la gent gran, en persones que pateixen trastorns alimentaris i en persones que pateixen malalties com la sida, malalties inflamatòries intestinals, diabetis i cardiopaties cròniques. El fet que la deficiència de riboflavina no condueixi directament a manifestacions clíniques indica que els nivells d'aquesta vitamina estan altament regulats pel nostre organisme.

### Anàlisi dels nivells de riboflavina
Les anàlisis bioquímiques són fonamentals per tal de confirmar un cas clínic de dèficit de riboflavina i per tal de determinar dèficits subclínics. Entre aquestes anàlisis, trobem:
- Estudi de l'activitat de la glutatió reductasa dels eritròcits:

La glutatió reductasa és un enzim dependent de la nicotinamida adenín dinucleòtid fosfat (NADPH) i de FAD. És una de les flavoproteïnes més importants en els eritròcits. El càlcul del coeficient d'activitat de la glutatió reductasa dels eritròcits és el mètode que més s'utilitza per a determinar els nivells de riboflavina. Aquest mètode permet mesurar la saturació dels teixits i l'evolució del nivell de riboflavina a llarg termini. In vitro, l'activitat de l'enzim en funció del coeficient d'activitat (CA) es determina tant amb l'addició de FAD al medi com sense. Els coeficients d'activitat representen la proporció de l'activitat de l'enzim amb presència de FAD respecte a l'activitat de l'enzim sense FAD. Un coeficient d'activitat entre 1,2 i 1,4 indica uns nivells de riboflavina baixos quan s'afegeix FAD per tal d'estimular l'activitat enzimàtica. Un CA>1,4 indica un dèficit de riboflavina. Per contra, si s'afegeix FAD i el CA<1,2, els nivells de riboflavina es troben dins de la normalitat. L'any 1972 Tillotson i Baker van comprovar que una reducció en la ingestió de riboflavina s'associa a un augment del coeficient d'activitat de la glutatió reductasa dels eritròcits. En un estudi britànic en ancians de Norwich, es va veure que els valors que prenien els coeficients d'activitat de la glutatió reductasa dels eritròcits estaven, tant en homes com en dones, significativament correlacionats amb les mesures que se'n feren dos anys més tard. Això permeté creure que el coeficient d'activitat de la glutatió reductasa dels eritròcits podria ser una mesura fiable de la situació bioquímica de la riboflavina en persones a llarg termini. Aquest estudis, a més, concorden amb estudis que s'havien fet prèviament. (Rutishauser et al., 1979).
- Excreció de la riboflavina per l'orina:

Estudis experimentals de balanç indiquen que la proporció de riboflavina excretada per l'orina augmenta lentament a mesura que augmenta la ingestió, fins que s'arriba a una ingesta d'1,0 mg/dia; en aquest nivell es produeix una saturació del teixit. Quan la ingesta és més elevada, la proporció de riboflavina excretada augmenta de manera espectacular.

## Funció
El FMN i el FAD actuen com a coenzims d'un gran nombre d'enzims oxidatius i els trobem units als enzims durant les reaccions d'oxidació-reducció. Les flavines poden actuar com a agents oxidants gràcies a la seva facilitat per acceptar un parell d'àtoms d'hidrogen. La reducció de l'anell d'isoaloxazina (la forma oxidada del FAD i del FMN) s'obté de les formes reduïdes de la flavoproteïnes FMNH2 i FADH2.

## Mecanismes d'acció
Les flavoproteïnes poden participar en moltes reaccions d'oxidació-reducció diferents i, en conseqüència, són presents realitzant papers molt diferents en el metabolisme intermediari. Algunes d'aquestes funcions són:
- Les flavoproteïnes tenen un paper fonamental en la cadena de transport d'electrons.
- La descarboxilació tant del piruvat com de l'a-cetoglutarat necessita FAD.
- L'acil CoA deshidrogenasa requereix FAD en l'oxidació dels àcids grassos.
- Per a la producció d'àcid piridòxic a partir de piridoxal (vitamina B6) es necessita FAD.
- La forma primària del coenzim de la vitmina B6 (fosfat de piridoxal) és dependent de FMN.
- Es necessita FAD per a obtenir àcid retinoic a partir de retinal (vitamina A).
- La síntesi d'una forma activa del folat (5-metil THF) requereix FADH2.
- El FAD és imprescindible per a la producció de niacina (vitamina B3) a partir del triptòfan.
- La reducció de la forma oxidada del glutatió (GSSG) per tal d'obtenir la forma reduïda (GSH) també depèn de FAD.

### Utilitat clínica
La riboflavina s'ha utilitzat en intervencions clíniques i terapèutiques de diversos tipus. Des de fa més de 30 anys, el subministrament de suplements de riboflavina s'ha emprat com a part del tractament amb fototeràpia de la icterícia neonatal. Això es fa perquè la llum que s'usa com a radiació, a més de trencar la toxina que causa la icterícia, causa el trencament de la riboflavina present en la sang del nadó.
S'ha anat veient que els suplements de riboflavina poden ser útils, juntament amb els beta-bloquejants, en la prevenció de les migranyes.
S'ha posat en marxa l'ús de la riboflavina per tal de millorar la seguretat en les transfusions de sang, ja que ajuda a reduir els agents patògens presents en la sang que es recull. La riboflavina s'uneix a l'ADN dels àcids nucleics (ADN i ARN) de les cèl·lules i, d'aquesta manera, quan s'aplica llum en les mostres, es produeix el trencament dels àcids nucleics, que provoca la mort de les cèl·lules. S'ha pogut veure que aquesta tècnica és efectiva per inactivar els agents patògens dels tres components principals de la sang: plaquetes, eritròcits i plasma. S'ha comprovat que d'aquesta forma es poden inactivar un gran nombre d'elements patògens, que inclouen virus, bacteris i paràsits coneguts i emergents.
La riboflavina s'ha estat utilitzat en un nou tractament per tal d'aturar o disminuir la progressió de l'alteració del queratocon corneal. El tractament es coneix com a entrecreuament del col·lagen corneal (CXL). En el CXL, s'apliquen gotes de riboflavina a la superfície de la còrnia del pacient. Una vegada la riboflavina ha penetrat la còrnia, s'hi aplica un tractament amb llum ultraviolada. Això és el que indueix a l'entrecreuament de les fibres de col·lagen, que provoca un augment de la resistència a la tracció de la còrnia. S'ha comprovat l'eficàcia del tractament per a estabilitzar el queratocon en diversos estudis.

### Utilitat industrial
Com que la riboflavina emet fluorescència amb la presència de llum ultraviolada, s'utilitzen solucions diluïdes (0,015-0,025% w/w) per tal de detectar fuites o per demostrar la cobertura en un sistema industrial com, per exemple, un tanc per fer mescles químiques o un bioreactor (per a detalls addicionals, vegeu la secció ASME BPE de proves i inspecció).